# Pygeretmus platyurus
Espèce
Synonymes
- Pygeretmus vinogradovi Vorontsov, 1958

Statut de conservation UICN

 LC : Préoccupation mineure
Pygeretmus platyurus est une espèce de la famille des Dipodidés. Cette gerboise que l'on rencontre au Kazakhstan et au Turkménistan n'est pas considérée comme étant en danger par l'Union internationale pour la conservation de la nature (UICN).